# Даркин, Сергей Александрович
Серге́й Алекса́ндрович Да́ркин  (род. 18 июня 1973, Фергана, Узбекская ССР) — российский мотогонщик. Мастер спорта международного класса. Чемпион России в командном (11 раз), личном (2 раза) и парном (9 раз) зачетах, вице-чемпион Командного чемпионата мира по спидвею 1996.

## Биография
Родился в Фергане, УзССР, где и начал заниматься спидвеем в составе СК «Луч». Однако в 1991 г. команда распалась, а спортсмен был вынужден подрабатывать развозом продуктов по детским садам на мотороллере. Однако в это время в Фергане оказался тольяттинский спидвейный судья и тренер Игорь Дмитриев, закупавший здесь технику и резину  – он и предложил молодому гонщику переехать в Тольятти и продолжить спидвейную карьеру. Сергей согласился и с 1992 г. по 2005 г. представлял СК Жигули (позднее СК Мега-Лада) в чемпионатах страны, став за это время чемпионом России в командном и личном зачетах и регулярно входя в состав сборной страны.
В 2005 г. на стадионе в Тольятти в финале Кубка Европейских чемпионов получил тяжелейшую травму. В результате столкновения поляка Гжегожа Дзика, украинца Андрея Карпова и россиян Эдуарда Шайхуллина, Семёна Власова и Сергея Даркина Дзик получил перелом поясничного позвонка, Карпов – перелом шейных позвонков, Даркин – тяжелую травму грудной клетки и повреждения легкого. Тем не менее, гонщик сумел восстановиться и продолжить карьеру, однако – в СК «Турбина» (2006-2007), позднее – в «Салавате» (2008), снова «Мега-Ладе» (2009-2011) и снова в «Салавате» (2012 – 2013).
В 2014 г. вновь вернулся в "Мега-Ладу", став капитаном команды и в 10 раз выиграв золото чемпионата страны.
С середины 90-х выступает в польских лигах, с начала 2000-х – в английской лиге (второй российский гонщик после Романа Поважного).
На данный момент (2016 г.) - единственный гонщик в чемпионате России, выступавший ещё в Командном чемпионате СССР.

## Среднезаездный результат
| Год | 1Б/ | (I) | (II) | (E) | (P) | Флаг Украины |
| --- | --- | --- | ---- | --- | --- | ------------ |

| 1989 | ??? Луч           | -                   | -                   | -              | -                           | -            |
| 1990 | ??? Луч           | -                   | -                   | -              | -                           | -            |
| 1991 | -                 | -                   | -                   | -              | -                           | -            |
| 1992 | 0,444 Жигули      | -                   | -                   | -              | -                           | -            |
| 1993 | 1,524 Жигули      | -                   | -                   | -              | -                           | -            |
| 1994 | 2,167 Жигули      | -                   | -                   | -              | -                           | -            |
| 1995 | 2,700 Мега-Лада   | -                   | -                   | -              | -                           | -            |
| 1996 | 2,406 Мега-Лада-1 | -                   | 1,917 Искра         | -              | -                           | -            |
| 1997 | 1,952 Мега-Лада   | -                   | 2,225 РКМ Рыбник    | -              | -                           | -            |
| 1998 | 2,500 Мега-Лада   | -                   | 2,455 Ванда         | -              | -                           | -            |
| 1999 | 2,500 Мега-Лада   | -                   | 2,194 Искра         | -              | -                           | -            |
| 2000 | 2,684 Мега-Лада   | 1,250 Сталь Жешув   | -                   | -              | -                           | -            |
| 2001 | 2,556 Мега-Лада   | 2,235 ГТЗ Грудзендз | -                   | 1,143 Истбурн  | -                           | -            |
| 2002 | 2,571 Мега-Лада   | 1,852 Уния Тарнув   | -                   | -              | -                           | -            |
| 2003 | 2,525 Мега-Лада   | 1,795 Уния Тарнув   | -                   | -              | -                           | -            |
| 2004 | 2,545 Мега-Лада   | -                   | -                   | 1,671 Ковентри | -                           | -            |
| 2005 | 2,679 Мега-Лада   | -                   | -                   | 1,837 Эссекс   | -                           | -            |
| 2006 | 2,493 Турбина     | -                   | 1,956 Спидвей-Центр | -              | -                           | -            |
| 2007 | 2,210 Турбина     | 0,846 Старт         | -                   | 0,000 Пул      | -                           | -            |
| 2008 | 1,941 Салават     | 1,625 Локомотив     | -                   | -              | -                           | -            |
| 2009 | 1,727 Мега-Лада   | -                   | 1,815 Мишкольц      | -              | -                           | -            |
| 2010 | 2,375 Мега-Лада   | -                   | 1,846 КМЗ Люблин    | -              | -                           | 1,455 Шахтёр |
| 2011 | 1,625 Мега-Лада   | -                   | -                   | 0,906 Суиндон  | 1,729/1,750 Лестер/ Ньюкасл | -            |
| 2012 | 1,837 Салават     | -                   | -                   | -              | -                           | -            |
| 2013 | 2,091 Салават     | -                   | -                   | -              | -                           | -            |
| 2014 | 2,393 Мега-Лада   | -                   | -                   | -              | -                           | -            |
| 2015 | 1,938 Мега-Лада   | -                   | -                   | -              | -                           | -            |
| 2016 | 1,548 Мега-Лада   | -                   | -                   | -              | -                           | -            |
| 2017 | 1,000 Мега-Лада   | -                   | -                   | -              | -                           | -            |

## Достижения
| - Чемпионат России по спидвею среди юниоров до 21 года: в личном зачёте — 2 место (1994) - Чемпионат России по спидвею в личном зачёте — 1 место (2000, 2002), 3 место (1995, 1999, 2003, 2007) в командном зачёте — 1 место (1994, 1995, 1996, 1998, 2001, 2002, 2003, 2004, 2005, 2014, 2017), 2 место (1997, 1999, 2000, 2007), 3 место (2009, 2010, 2011, 2015, 2016, 2018) в парном зачёте — 1 место (1998, 2000-2002, 2004, 2005, 2007, 2013, 2016, 2018), 2 место (1999, 2003, 2012, 2015), 3 место (2010, 2014) | На международных соревнованиях Юниорские соревнования ЛЧМЮ —14 место в ½ финала (1994) Взрослые соревнования ЛЧЕ — 10 место в ½ финала (2002), 4 место в ½ финала и неучастие в финале из-за травмы (2005), 11 место в ½ финала (2006), 4 место в ¼ финала и отказ от участия в ½ финала (2007), 13 место (2008), 10 место (2009), 8 место в ½ финала (2010), 14 место в ½ финала (2014) ПЧЕ — 3 место (2008, участвовал только в ½ финала) КЕЧ — 3 место (1999), 1 место (2002, 2003, 2005), 2 место (2004) (все за "Мега-Ладу"), 4 место (2006, за "Спидвей-Центр", участвовал только в ½ финала) КЧМ и ККМ — 2 место (1996) , 8 место (1998, 2001, 2003), 9 место (1999, 2002), 7 место (2005), 11 место (2006), 6 место (2007 – участие только в ½ финала, 2008 – участие только в рейс-офф), 5 место (2011 – участие только в ½ финала) | Гран-При Челлендж 1997: 7 место в континентальном финале Гран-При Челлендж 1998: 9 место в континентальном полуфинале Гран-При Челлендж 1999: 12 место в отборочном соревновании Гран-При Челлендж 2000: 9 место в отборочном соревновании Гран-При Челлендж 2001: 10 место в континентальном полуфинале Гран-При Челлендж 2002: 9 место в континентальном полуфинале Гран-При Челлендж 2003: 13 место в полуфинале Гран-При Челлендж 2004: 10 место в полуфинале Гран-При Челлендж 2005: 6 место в ¼ финала, вынужденный отказ от участия в ½ финала из-за таможенных проблем Гран-При Челлендж 2007: 13 место в полуфинале Гран-При Челлендж 2011: 10 место в полуфинале ЛЧМ (д) — 8 место ½ финала (1996) |  |